# Tormod MacLeòid (am bàrd bochd)
Tormod MacLeòid, connu aussi comme am Bàrd bochd (« le pauvre barde »), et comme  est un poète gael écossais né le 15 juin 1904 et mort le 14 septembre 1968.
En plus d'être poète, il était aussi professeur, écrivain, chansonnier et lexicographe qui cherchait à préserver l'héritage de la tradition orale gaélique.

## Biographie
Originaire de Rubha (« Point » en anglais), à Leòdhas, dans les Hébrides extèrieures, Tormod Macleòid est né le 15 juin 1904, à Port Bholair. On l'appelle aussi Tormod Chontair. Il est le fils de Murchadh Macleòid, de Pàbail, et de Seonag NicCoinnich. Il a quatre frères et cinq sœurs. En 1932, il se marie avec Mòr Nicleòid, de Ranais, avec qui il aura quatre enfants : Dollag, Murdo John, Tormod et Seòras. Il rentre à l'école primaire de h-Àird, puis à l'école secondaire MhicNeacail, avant d'étudier à l'université de Glasgow et à l'Institut Chnoc Iòrdain.
Il a consacré sa vie à l'enseignement, en particulier dans plusieurs écoles de Leòdhas :
- 1930-31 Grabhair (na Lochan)
- 1935-35 Fidigearraidh (na Lochan)
- 1935-43 Loch Croistean (Uig)
- 1943-52 An Cnoc (an Rubha)
- 1952-68 école secondaire de Lìonail (Nis)

Tormod MacLeòid était responsable du département de gaélique et sous-directeur de l'école secondaire de Lìonail.
Tormod MacLeòid était un socialiste et il était membre du Parti Travailliste.
Tormod MacLeòid est mort à Lìonail le 14 septembre 1968, après avoir longtemps souffert d'une maladie pendant une longue période. Il est enterré sur an Rubha ("la Péninsule" ou Point en anglais).

## Œuvre
Alors qu'il enseignait à l'école de Lìonail, Tormod MacLeòid fonda un magazine, Tàintean, qui publiait régulièrement des articles en gaélique.
Tormod MacLeòid est connu pour son travail de lexicographe, en particulier dans le domaine de la tradition orale, y compris à travers les chansons et les poèmes.
Au fil des ans, une grande part de son travail a été publiée dans la revue de littérature gaélique Gairm, sous son nom de plume « am Bàrd bochd ». Ces publications ont ensuite été rassemblées dans l'anthologie Bàrdachd à Leòdhas (Poésie de Lewis) en 1969.

## Chansons
- Air Sgiathan M' Inntinn (Loch Croistean) : paroles.
- Òran an AI: paroles.